# بهاره‌ها
بهاره‌ها با نام علمی بافته‌بالان (Plecoptera) یکی از راسته‌های حشرات از فرورده نوبالان (Neoptera) است. حشرات این راسته را مگس‌های سنگ (stoneflies) هم می‌نامند.
۱۷۰۰ گونه ثبت شده از بهاره‌ها در جهان شناخته شده‌است.

## منابع

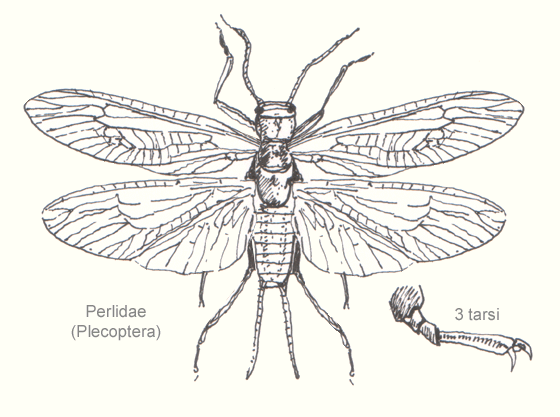
مگس سنگ از خانواده پرلیدا